# 遷化
遷化（せんげ）は、高僧の死亡を、婉曲的に、かつ、敬っていう語。正しくは遷移化滅（せんいけめつ）で、遷化はその略語。死因については特に問わない。丁寧には御遷化（ごせんげ）という。

## 解説
語源としては、この世での教化を終えてあの世での教化に移るという意味からである。しかしこの語は本来、仏教のものではなく漢語に由来するもので、例を挙げると『前漢書』外戚伝上の考武李夫人などにも使われ、本来は僧俗問わず、高い地位にある人物が亡くなった場合に意味するものであった。
遷化は特定の宗派による用語ではなく、中国、日本における仏教界で普通に使用される。中国においては「南泉遷化」（南泉禅師は、死んでどこへ行ったか）という公案があり、日本では、室町時代に書かれたとされる童子教に「遷化無常を歎く」という用例がある。
したがって、仏教では「化を遷す」と解釈して、この娑婆世界における教化を終えて、他の国土世界にその教化を遷移させると解釈する向きもある。
浄土真宗では、親鸞聖人の生涯を絵にした本願寺聖人親鸞伝絵のなかに「洛陽遷化」がある。また親鸞聖人の入滅の地には「見真大師遷化之旧跡」の石碑が建てられている。

### 類似する用語
曹洞宗では、「示寂」という言葉を用い（新聞の死亡広告上などは、「遷化」とする場合もある）、日蓮正宗では、「遷化」は、法主（経験者）および能化の死を表す言葉で、大僧都以下の僧侶には普通「逝去」という言葉が使われている。

### 遷化の際の寺院の対応
通常、一般の家庭で不幸があった際には「忌中」札を掲げるが、僧侶の場合は、寺院の門に「山門不幸」の木製立て札がかけられる。寺族と呼ばれる、僧侶の夫人等の場合は、宗派や地域によって「忌中」札を玄関に貼付する場合と、僧侶と同様に「山門不幸」の立て札がかけられる場合がある。
また、前述の曹洞宗の寺院の場合は、一般的には、「山門不幸」の立て札の中に「當寺○○世××▲▲大和尚」が右側に、「 令和○○年××月△△日 示寂」が左側に書かれることがある。つまり、方丈や東堂以外の僧侶および寺族を含む家族に対しては、「示寂」という言葉の使用も「山門不幸」の告知も、通常はなされないことになる。